# Die Sage von Pippin und Bertha
Die Sage von Pippin und Bertha, auch Pippin und Bertha (Die Sage von der Geburt und Kindheit Kaiser Karls des Großen) genannt, ist der Bildtitel eines Gemäldes von Leopold Bode. Es ist als Triptychon gestaltet und zeigt Szenen aus der Berthasage. Das Gemälde ist Bestandteil der Sammlung Schack in München.

## Geschichte
Leopold Bode, ein deutscher Historienmaler, malte 1873/74 für die Villa des Wilhelm Hermann Carl von Erlanger in Ingelheim, wo sich eine karolingische Kaiserpfalz befand, eine Serie von Aquarellen aus dem Sagenkreis zu Kaiser Karl dem Großen. Drei Bilder zeigten Szenen aus der Sage um Karls Eltern Pippin und Bertha, drei weitere Bilder Szenen aus der Sage um Einhard und seine Frau Imma, die der Sage nach eine Tochter Karls des Großen gewesen sein soll. Eine Supraporte in Form einer eine halbkreisförmigen Lünette zeigt einen Engel, der den schlafenden Karl vor einer Verschwörung warnt, woher der Ort der Legende nach den Namen Engelheim erhalten haben soll. Die Aquarelle sind nicht erhalten und nur durch Fotos überliefert.

„Leopold Bode, ein Schüler Steinle's, hat im Auftrag des jetzigen Besitzers der Kaiserpfalz zu Ingelheim Baron v. Erlanger in Frankfurt a. M., sechs Cartons (zwei größere und vier kleinere) zur Sagengeschichte Karls des Großen angefertigt. Dieselben waren im St[ä]del'schen Kunstinstitut in Frankfurt ausgestellt und erregten allgemeines Interesse.“

Adolf Friedrich von Schack hatte die Aquarelle in dem Atelier Bodes gesehen und für seine Gemäldesammlung ein dreiteiliges Ölgemälde der Sage von Pippin und Bertha bestellt. Bode malte das Bild in den Jahren 1875/76. Es ging 1939 mit der gesamten Sammlung Schacks in den Besitz der Bayerischen Staatsgemäldesammlungen über.
Im Zweiten Weltkrieg wurde der ursprüngliche Rahmen des Triptychons zerstört. Die Bilder wurden seitdem in einfachen Goldleisten gerahmt ausgestellt. 2017/18 wurde der ursprüngliche Rahmen nach einer historischen Photographie und Einträgen in Bodes Tagebüchern rekonstruiert.
Die neu gerahmte Bilderfolge war Bestandteil der Ausstellung Erzählen in Bildern, die von November 2018 bis März 2019 in der Sammlung Schack und anschließend von April bis Juni 2019 im Clemens Sels Museum Neuss zu sehen war. Seit Sommer 2019 hängt das Triptychon wieder dauerhaft in der Sammlung Schack, wo es davor zuletzt 2004 ausgestellt war.

## Beschreibung

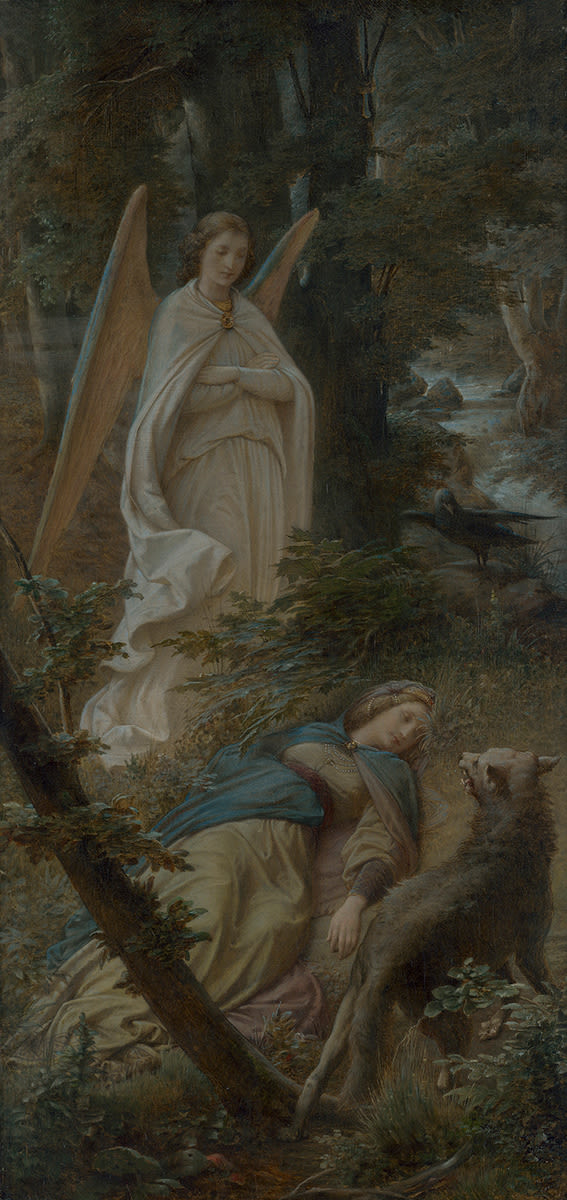
Bertha schläft im Walde
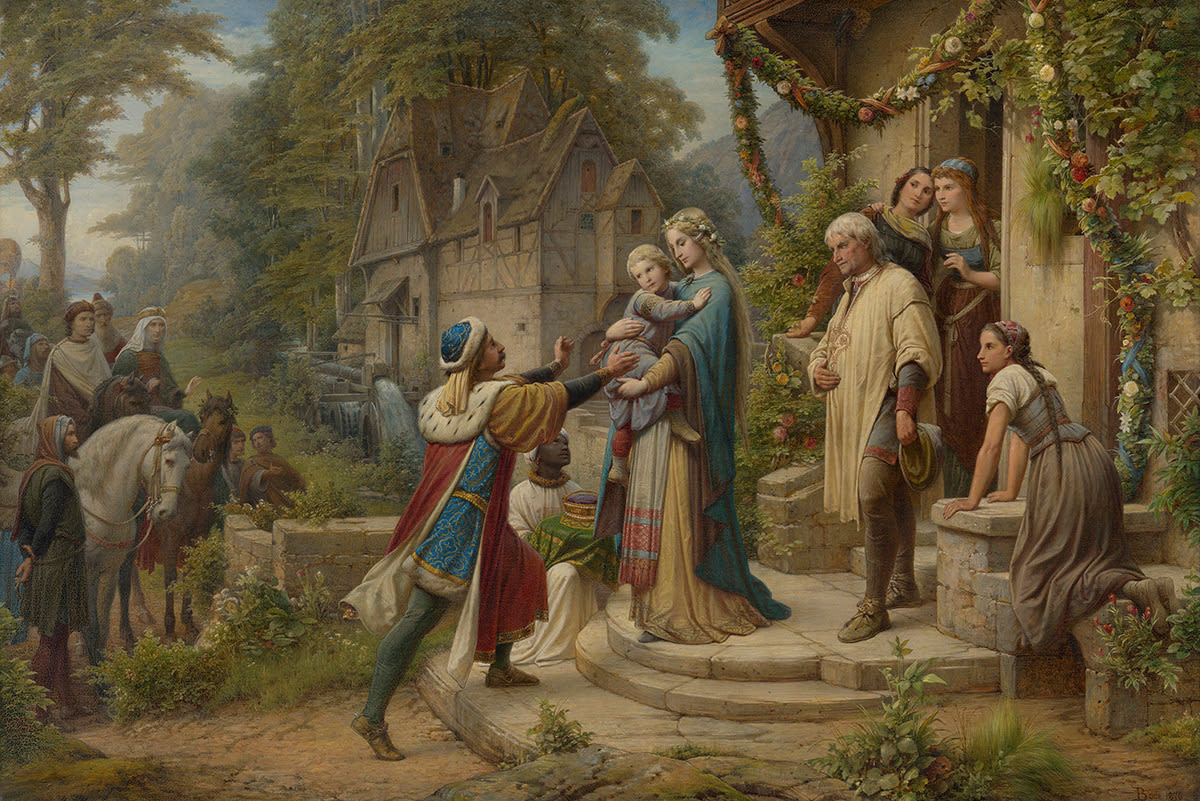
Erneute Begegnung von Pippin und Bertha
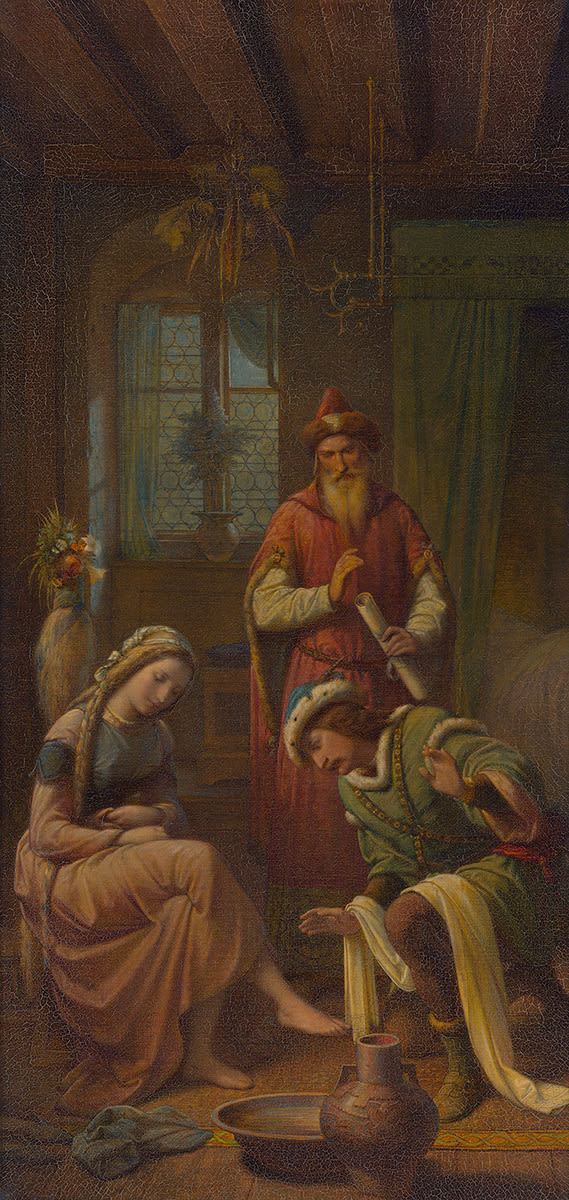
Pippin wäscht Bertha die Füße

Die drei Einzeltafeln des Triptychons sind mit Ölfarbe auf Leinwand gemalt. Das Mittelteil ist 111 cm hoch und 164 cm breit. Die beiden Seitenflügel sind ebenso hoch und jeweils 52 cm breit.
Dargestellt sind Szenen aus der Berthasage, die sich um die historische Person Bertrada die Jüngere rankt, die 741 die Frau Pippins des Jüngeren, des späteren Königs der Franken, und 747 die Mutter Karls des Großen wurde. Bode orientiert sich bei seiner Darstellung der Sage an dem romantischen Versepos Bertha, die Spinnerin von Karl Simrock aus dem Jahr 1845. Er greift aus diesem Epos drei Szenen heraus und stellt sie bildlich dar.
Die linke Tafel zeigt Bertha, eine Königstochter aus Schwaben, die von den Rittern, die sie zu Pippin bringen sollten, im Wald zurückgelassen worden war. Bertha schläft und wird von einem Wolf bedroht, aber ein Engel beschützt sie.

„Da schwebt ein heilger Engel sacht / Herab mit Glanzgefieder, / Der wehrt dem Wolf, hält treulich Wacht, / Gießt Leben in die Glieder. / Und heilt die Wunden, fächelt Ruh / Ihr mit den bunten Schwingen zu / Und Labung süßen Schlummers.“

Die rechte Tafel zeigt Pippin, der auf einer Jagd zu dem Müller gekommen ist, der Bertha aufgenommen hat. Von seinem Sterndeuter, der im Bildhintergrund dargestellt ist, hat er erfahren, er würde hier Bertha treffen und mit ihr einen mächtigen Herrscher zeugen. Weil Pippin Bertha noch nie gesehen hat und von ihr nur weiß, dass sie ungleich große Füße hat, zwingt er sie, sich von ihm die Füße waschen zu lassen. 

„Sie saß; ihn sah man vor ihr knien, / Den edeln Herrn der Franken, / Die Nestel lösen, niederziehn / Den Strumpf vom Fuß der Schlanken, / Und wie sie ihn ins Waßer taucht, / Und bald den andern, seht, was braucht / Der König mehr zu wißen?“

Pippin erkennt an den ungleich große Füßen, dass er Bertha vor sich hat, schläft mit ihr und zeugt den späteren Kaiser Karl. Durch einen Kriegszug verhindert, kann er Bertha und Karl erst Jahre später zu sich holen. Berthas Eltern, König Flor und seine Gattin Blanschflor, begleiten ihn. Simrock schildert die Wiederbegegnung nur knapp:

„Noch heute ward die Fahrt vollbracht: / Da gab es eine frohe Nacht / Beim Müller in der Mühle.“

Bode malte die Szene zu dem großen Mittelbild seines Triptychons aus. Bertha tritt in einen blauen Mantel gekleidet und mit einem Blumenkranz auf dem Kopf aus dem Haus und trägt den jungen Karl auf dem Arm. Hinter ihr steht das Müllerpaar mit seinen beiden Töchtern. Pippin eilt mit ausgebreiteten Armen die Treppe hinauf zu Bertha. Am linken Bildrand sind Berthas Eltern zu Pferde abgebildet, dahinter das Gefolge des Königs. 
Die Form als Triptychon, die Auswahl der dargestellten Szenen und ihre Komposition verleihen der Bilderfolge einen fast religiösen Charakter. Im Mittelbild tritt Bertha wie Maria mit dem Jesuskind auf, und die Könige mit ihrem Gefolge und ein kniender Farbiger mit einem Geschenkkorb erinnern an eine Darstellung der Anbetung der Könige. Mit dem Schutzengelbild und der Fußwaschung erinnern auch die Seitenbilder an christliche Motive.

## Rekonstruktion des Rahmens

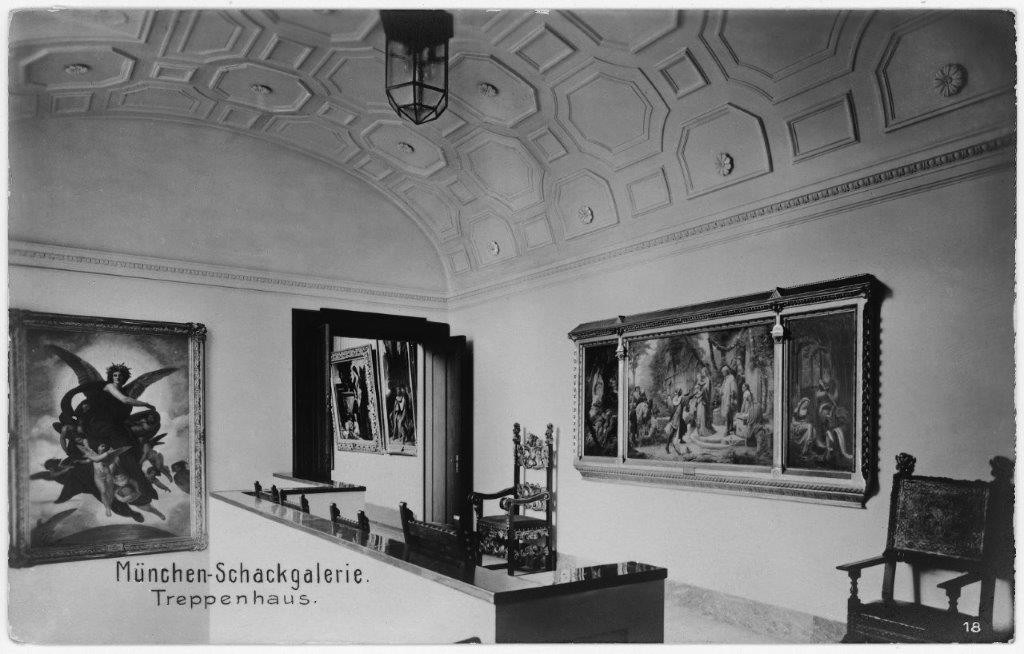
Ursprüngliche Hängung im Treppenhaus 1909

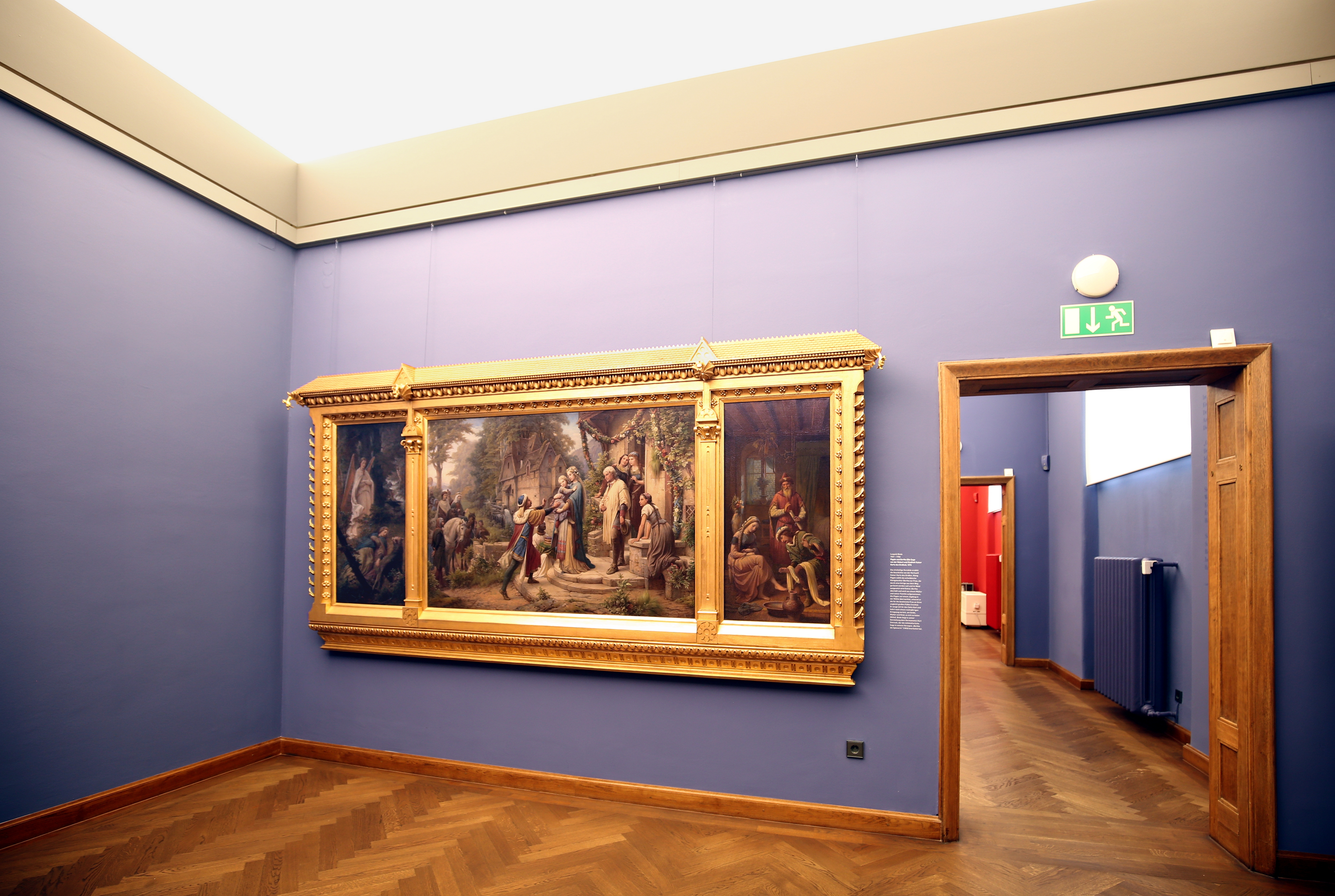
Präsentation mit rekonstruiertem Rahmen 2020

Zur Präsentation des Triptychons in der Ausstellung Erzählen in Bildern wurde der ursprüngliche Rahmen rekonstruiert. Auf einer Photographie des Jahres 1909, die die damalige Hängung des Triptychons im Treppenhaus des damals neu eröffneten Galeriegebäudes zeigt, ist zu erkennen, dass der Rahmen aus architektonischen Formen mit gotischen Stilelementen gebildet war. Leopold Bode schrieb in seinen Tagebüchern, dass der Rahmen von den Frankfurter Architekten Alexander Linnemann und Philipp Strigler entworfen und von der Münchener Vergolderwerkstatt Gebrüder Pütterich gebaut worden war.
Da die Photographie das Werk in Schrägansicht zeigte, musste sie erst perspektivisch korrigiert werden, um die richtigen Proportionen der einzelnen Rahmenteile bestimmen zu können. Danach wurde zunächst ein Proportionsmuster für die Rekonstruktion des Rahmens erstellt und nach dessen Anpassung der neue Rahmen. Nach der Beschreibung in Bodes Tagebüchern wurde der neue Rahmen wie der Originalrahmen aus Eichenholz gebaut und das Blattgold darauf ohne Grundierung so dünn aufgetragen, dass die für Eichenholz charakteristische Holzmaserung durch die dünne Goldschicht hindurch gut erkennbar bleibt. Dadurch ist der neue Rahmen so genau wie möglich an den originalen Rahmen angenähert.